# Скотт Паркер
Скотт Па́ркер (англ. Scott Parker; нар. 13 жовтня 1980, Лондон) — англійський футболіст, що грав на позиції півзахисника у тому числі за національну збірну Англії.
По завершенні ігрової кар'єри — тренер. З 2021 року очолює тренерський штаб «Борнмуту».

## Клубна кар'єра
У дорослому футболі дебютував 1997 року виступами за «Чарльтон Атлетик», в якому провів три з половиною сезони, взявши участь у 42 матчах чемпіонату, після чого півроку відіграв на правах оренди за «Норвіч Сіті» і повернувся до Чарльтона, де став основним гравцем команди і провів ще два з половиною сезони.
Протягом 2004—2005 років грав у «Челсі», яке придбало гравця 30 січня 2004 року за 10 млн фунтів. У новому клубі Скотт опинився за спиною Клода Макелеле та Френка Лемпарда, тому рідко виходив на поле. А після підписання клубом Ар'єна Роббена, і Тьягу Мендеша, ймовірність з'явиться на полі в сезоні 2004-05 виявилася для Паркера дуже низькою. Тому, вийшовши за сезон лише у 4 матчах чемпіонату, в липні 2005 року Паркер був проданий в «Ньюкасл Юнайтед» за 6,5 млн фунтів стерлінгів.
Відіграв за «сорок» наступні два сезони своєї ігрової кар'єри. Більшість часу, проведеного у складі «Ньюкасл Юнайтед», був основним гравцем команди.
В червні 2007 року уклав контракт з клубом «Вест Гем Юнайтед», який заплатив за футболіста 7 млн фунтів. В складі «молотобійців» провів наступні чотири роки своєї кар'єри гравця. Граючи у складі «Вест Хем Юнайтед» також здебільшого виходив на поле в основному складі команди і тричі визнавався гравцем року в клубі.
До складу клубу «Тоттенгем Готспур» приєднався 31 серпня 2011 року за 5,5 млн фунтів. Протягом двох сезонів провів за лондонський клуб 50 матчів у національному чемпіонаті.
19 серпня 2013 року перейшов до «Фулгема», уклавши з цим клубом трирічну угоду. За результатами сезону 2013/14 команда втратила місце у Прем'єр-лізі, і до завершенн ігрової кар'єри у 2017 році Паркер захищав її кольори на рівні другого англійського дивізіону.

## Виступи за збірні
1996 року дебютував у складі юнацької збірної Англії, взяв участь у 9 іграх на юнацькому рівні.
Протягом 1999—2002 років залучався до складу молодіжної збірної Англії, у складі якої брав участь у молодіжному чемпіонаті Європи 2002 року. Всього на молодіжному рівні зіграв у 11 офіційних матчах.
16 листопада 2003 року дебютував в офіційних матчах у складі національної збірної Англії в товариському матчі проти збірної Данії, яка завершилася поразкою англійців з рахунком 2-3.
29 лютого 2012 року виконувач обов'язків тренера збірної Стюарт Пірс довірив гравцю капітанську пов'язку. Востаннє викликався до лав національної команди 2013 року, провівши у її формі за цей час лише 18 матчів.

## Кар'єра тренера
Розпочав тренерську кар'єру відразу ж по завершенні кар'єри гравця, 2017 року, очоливши одну з юнацьких команд у структур «Тоттенгем Готспур».
2018 року головний тренер «Фулгема» Славиша Йоканович запросив свого колишнього гравця приєднатися до тренерського штабу команди. Згодом працював у ньому й за Клаудіо Раньєрі, наступника Йокановича. Після звільнення італійського фахівця наприкінці лютого 2019 року був призначений виконувачем обов'язків головного тренера лондонської команди, що на той момент ішла на 19-му місці у турнірній таблиці чемпіонату. Під керівництвом Паркера до завершення сезону 2018/19 команда здобула три перемоги у дев'яти іграх і втратила місце у Прем'єр-лізі, проте тренеру було запропоновано повноцінний дворічний контракт. Наступного сезону очолюваний ним «Фулгем» посів четверте місце у Чемпіонаті Футбольної ліги, повернувшись до еліти англійського футболу.

## Статистика виступів

### Статистика клубних виступів
| Сезон                         | Команда                       | Чемпіонат                     | Чемпіонат | Чемпіонат | Національний кубок | Національний кубок | Національний кубок | Континентальні кубки | Континентальні кубки | Континентальні кубки | Інші змагання | Інші змагання | Інші змагання | Усього | Усього |
| Сезон                         | Команда                       | Ліга                          | Ігор      | Голів     | Ліга               | Ігор               | Голів              | Ліга                 | Ігор                 | Голів                | Ліга          | Ігор          | Голів         | Ігор   | Голів  |
| ----------------------------- | ----------------------------- | ----------------------------- | --------- | --------- | ------------------ | ------------------ | ------------------ | -------------------- | -------------------- | -------------------- | ------------- | ------------- | ------------- | ------ | ------ |
| 1997-98                       | «Чарльтон Атлетик»            | 1Д                            | 3         | 0         | КА+КЛ              | 1+0                | 0+0                | -                    | -                    | -                    | -             | -             | -             | 4      | 0      |
| 1998-99                       | «Чарльтон Атлетик»            | ПЛ                            | 4         | 0         | КА+КЛ              | 1+1                | 0+0                | -                    | -                    | -                    | -             | -             | -             | 6      | 0      |
| 1999-00                       | «Чарльтон Атлетик»            | 1Д                            | 15        | 1         | КА+КЛ              | 1+2                | 2+0                | -                    | -                    | -                    | -             | -             | -             | 18     | 1      |
| 2000-01                       | «Чарльтон Атлетик»            | ПЛ                            | 20        | 1         | КА+КЛ              | 3+2                | 2+0                | -                    | -                    | -                    | -             | -             | -             | 25     | 1      |
| 2000-01                       | «Норвіч Сіті»                 | 1Д                            | 6         | 1         | -                  | -                  | -                  | -                    | -                    | -                    | -             | -             | -             | 6      | 1      |
| 2001-02                       | «Чарльтон Атлетик»            | ПЛ                            | 38        | 1         | КА+КЛ              | 0+3                | 0+0                | -                    | -                    | -                    | -             | -             | -             | 41     | 1      |
| 2002-03                       | «Чарльтон Атлетик»            | ПЛ                            | 28        | 4         | КА+КЛ              | 1+0                | 0+0                | -                    | -                    | -                    | -             | -             | -             | 29     | 4      |
| 2003-04                       | «Чарльтон Атлетик»            | ПЛ                            | 20        | 2         | КА+КЛ              | 0+2                | 0+1                | -                    | -                    | -                    | -             | -             | -             | 22     | 3      |
| Усього за «Чарльтон Атлетик»  | Усього за «Чарльтон Атлетик»  | Усього за «Чарльтон Атлетик»  | 128       | 9         |                    | 7+10               | 0+1                |                      | -                    | -                    |               | -             | -             | 145    | 10     |
| 2003-04                       | «Челсі»                       | ПЛ                            | 11        | 1         | КА+КЛ              | 1+0                | 0+0                | ЛЧ                   | 5                    | 0                    | -             | -             | -             | 17     | 1      |
| 2004-05                       | «Челсі»                       | ПЛ                            | 4         | 0         | КА+КЛ              | 0+3                | 0+0                | ЛЧ                   | 4                    | 0                    | -             | -             | -             | 11     | 0      |
| Усього за «Челсі»             | Усього за «Челсі»             | Усього за «Челсі»             | 15        | 1         |                    | 1+3                | 0+0                |                      | 9                    | 0                    |               | -             | -             | 28     | 1      |
| 2005-06                       | «Ньюкасл Юнайтед»             | ПЛ                            | 26        | 1         | КА+КЛ              | 3+2                | 2+0                | -                    | -                    | -                    | КІ            | 1             | 0             | 32     | 2      |
| 2006-07                       | «Ньюкасл Юнайтед»             | ПЛ                            | 29        | 3         | КА+КЛ              | 0+2                | 0+1                | КУЄФА                | 8                    | 0                    | КІ            | 2             | 0             | 41     | 4      |
| Усього за «Ньюкасл Юнайтед»   | Усього за «Ньюкасл Юнайтед»   | Усього за «Ньюкасл Юнайтед»   | 55        | 4         |                    | 3+4                | 1+1                |                      | 8                    | 0                    |               | 3             | 0             | 73     | 6      |
| 2007-08                       | «Вест Хем Юнайтед»            | ПЛ                            | 18        | 1         | КА+КЛ              | 0+2                | 0+0                | -                    | -                    | -                    | -             | -             | -             | 20     | 1      |
| 2008-09                       | «Вест Хем Юнайтед»            | ПЛ                            | 28        | 1         | КА+КЛ              | 3+1                | 0+0                | -                    | -                    | -                    | -             | -             | -             | 32     | 1      |
| 2009-10                       | «Вест Хем Юнайтед»            | ПЛ                            | 31        | 2         | КА+КЛ              | 0+2                | 0+0                | -                    | -                    | -                    | -             | -             | -             | 33     | 1      |
| 2010-11                       | «Вест Хем Юнайтед»            | ПЛ                            | 32        | 5         | КА+КЛ              | 3+5                | 0+2                | -                    | -                    | -                    | -             | -             | -             | 40     | 7      |
| 2011-12                       | «Вест Хем Юнайтед»            | 1Д                            | 4         | 1         | -                  | -                  | -                  | -                    | -                    | -                    | -             | -             | -             | 4      | 1      |
| Усього за «Вест Хем Юнайтед»  | Усього за «Вест Хем Юнайтед»  | Усього за «Вест Хем Юнайтед»  | 113       | 10        |                    | 6+10               | 0+2                |                      | -                    | -                    |               | -             | -             | 129    | 12     |
| 2011–12                       | «Тоттенгем Готспур»           | ПЛ                            | 29        | 0         | КА+КЛ              | 5+0                | 0                  | ЛЄ                   | 0                    | 0                    | -             | -             | -             | 34     | 0      |
| 2012–13                       | «Тоттенгем Готспур»           | ПЛ                            | 21        | 0         | КА+КЛ              | 2+0                | 0                  | ЛЄ                   | 6                    | 0                    | -             | -             | -             | 29     | 0      |
| Усього за «Тоттенгем Готспур» | Усього за «Тоттенгем Готспур» | Усього за «Тоттенгем Готспур» | 50        | 0         |                    | 7                  | 0                  |                      | 6                    | 0                    |               | -             | -             | 63     | 0      |
| 2013–14                       | «Фулгем»                      | ПЛ                            | 29        | 2         | КА+КЛ              | 1+2                | 0                  | -                    | -                    | -                    | -             | -             | -             | 32     | 2      |
| 2014–15                       | «Фулгем»                      | ЧФЛ                           | 37        | 3         | КА+КЛ              | 2+2                | 0                  | -                    | -                    | -                    | -             | -             | -             | 41     | 3      |
| 2015–16                       | «Фулгем»                      | ЧФЛ                           | 24        | 1         | КА+КЛ              | 0+0                | 0                  | -                    | -                    | -                    | -             | -             | -             | 24     | 1      |
| 2016–17                       | «Фулгем»                      | ЧФЛ                           | 29        | 0         | КА+КЛ              | 1+1                | 0                  | -                    | -                    | -                    | -             | -             | -             | 31     | 0      |
| Усього за «Фулгем»            | Усього за «Фулгем»            | Усього за «Фулгем»            | 119       | 6         |                    | 9                  | 0                  |                      | -                    | -                    |               | -             | -             | 128    | 6      |
| Усього за кар'єру             | Усього за кар'єру             | Усього за кар'єру             | 486       | 31        |                    | 60                 | 5                  |                      | 26                   | 0                    |               | -             | -             | 572    | 36     |

### Статистика виступів за збірну
| Дата       | Місто      | Господарі  | Результат             | Гості      | Турнір                | Голи | Примітки |
| ---------- | ---------- | ---------- | --------------------- | ---------- | --------------------- | ---- | -------- |
| 16/11/2003 | Манчестер  | Англія     | 2 – 3                 | Данія      | товариський матч      | -    |          |
| 31/03/2004 | Гетеборг   | Швеція     | 1 – 0                 | Англія     | товариський матч      | -    |          |
| 11/10/2006 | Загреб     | Хорватія   | 2 – 0                 | Англія     | Відбір до ЧЄ 2008     | -    |          |
| 09/02/2011 | Копенгаген | Данія      | 1 – 2                 | Англія     | товариський матч      | -    |          |
| 26/03/2011 | Кардіфф    | Уельс      | 0 – 2                 | Англія     | Відбір до ЧЄ 2012     | -    |          |
| 04/06/2011 | Лондон     | Англія     | 2 – 2                 | Швейцарія  | Відбір до ЧЄ 2012     | -    |          |
| 02/09/2011 | Софія      | Болгарія   | 0 – 3                 | Англія     | Відбір до ЧЄ 2012     | -    |          |
| 06/09/2011 | Лондон     | Англія     | 1 – 0                 | Уельс      | Відбір до ЧЄ 2012     | -    |          |
| 07/10/2011 | Подгориця  | Чорногорія | 2 – 2                 | Англія     | Відбір до ЧЄ 2012     | -    |          |
| 12/11/2011 | Лондон     | Англія     | 1 – 0                 | Іспанія    | товариський матч      | -    |          |
| 29/02/2012 | Лондон     | Англія     | 2 – 3                 | Нідерланди | товариський матч      | -    |          |
| 26/05/2012 | Осло       | Норвегія   | 0 – 1                 | Англія     | товариський матч      | -    |          |
| 02/06/2012 | Лондон     | Англія     | 1 – 0                 | Бельгія    | товариський матч      | -    |          |
| 11/06/2012 | Донецьк    | Франція    | 1 – 1                 | Англія     | ЧЄ 2012 - 1-й етап    | -    |          |
| 15/06/2012 | Київ       | Швеція     | 2 – 3                 | Англія     | ЧЄ 2012 - 1-й етап    | -    |          |
| 19/06/2012 | Донецьк    | Англія     | 1 – 0                 | Україна    | ЧЄ 2012 - 1-й етап    | -    |          |
| 24/06/2012 | Київ       | Англія     | 0 – 0 д.ч. (2-4 п.п.) | Італія     | ЧЄ 2012 - чвертьфінал | -    |          |
| 22/03/2013 | Серравалле | Сан-Марино | 0 – 8                 | Англія     | Відбір до ЧС 2014     | -    | 67'      |
| Усього     |            | Матчів     | 18                    |            | Голів                 | 0    |          |

## Титули і досягнення
- Молодий гравець року за версією ПФА: 2003-04
- Гравець року за версією АФЖ: 2010-11